# Метью Грегорі Льюїс
Метью Грегорі Льюїс (англ. Matthew Gregory Lewis; 9 липня 1775 Лондон — 14 травня 1818 на морі по дорозі з Вест-Індії) — англійський романіст і драматург, автор готичного роману «Чернець» (1796).

## З життєпису
Батько його був великим політичним діячем, а мати мала вплив при дворі. Льюїс отримує чудову освіту — він навчається в Вестмінстерській школі і коледжі Крайст Черч в Оксфорді.

Батьки пророкували йому дипломатичну кар'єру, Метью провів усі свої канікули за кордоном, вивчаючи мови. У 1792 році Метью Льюїс подорожує по Німеччині, збирає місцевий фольклор. Тут він знайомиться з видатними представниками німецької культури, романтиками.

У 1794 році Льюїс отримує призначення в Гаагу на пост Британського аташе. Саме в Гаазі він і створює свій перший роман «Чернець» (The Monk). Тут же і видає його, правда, анонімно.
З 1796 по 1800 роки засідає в Британському Парламенті, але разом з тим пише багато п'єс, віршів, знаходить спільну мову з Байроном, Скоттом, Шеллі.
З 1799 по 1808 року виходять відомі збірники Льюїса: «Жахливі повісті» в 1799, «Чарівні повісті» в 1802 і «Романтичні повісті» в 1808.
У 1815 році Метью Грегорі Льюїс піднімає господарство на Ямайці. Найзначніше — він скасував рабство на плантаціях Ямайки. Також, завдяки йому, були вдосконалені знаряддя праці.
Саме на Ямайці Льюїс захворів на жовту гарячку, від якої згодом помер на шляху до Британії.